# Isabel Gómez Muñoz
Isabel Gómez Muñoz (Curicó, 3 de octubre de 1959) es una poeta chilena, Premio Pablo Neruda 1997.

## Biografía
Estudió en la Escuela Italia N.º 18 de Curicó, donde terminó la educación primaria, para luego seguir la secundaria en el Liceo Politécnico A N.º 1, donde obtuvo un título en Publicidad y Ventas.
Sus primera publicaciones literarias las realizó en el diario La Prensa de su ciudad natal y su vocación se vio reflejada también en la fundación del taller literario Gaviota (1979-1981), que codirigió. Isabel participó asimismo en los talleres Orlando González Gutiérrez, conducido por el poeta curicano Juan Jofré Bustamante, Huelén, de Martín Cerda y Hernán Ortega (1982), y cuando ya residía en Santiago, en Espacio, de Osvaldo Ulloa (1990-1991).
Cursó estudios de Pedagogía y Licenciatura en Educación en la Universidad de los Lagos, donde realizó una maestría; ha sido bibliotecaria del Colegio York (comuna de Peñalolén), directora de la Sociedad de Escritores de Chile y sus poemas han sido incluido en diversas antologías y divulgados en revistas tanto nacionales como extranjeras.

## Trayectoria literaria
Sus primeros versos los publicó en La Prensa de Curicó entre 1979 y 1983; tres años más tarde apareció su primer poemario, Un crudo paseo por la sonrisa, en Santiago con prólogo del profesor y escritor Sergio Bueno Venegas. Luego, en 1990, salió Pubisterio, prologado por José-Christian Páez, con un postfacio de Jorge Teillier e ilustrado con grabados de Mario González Sepúlveda, libro que la consolidó como poeta: Teiller destacó su "aguda búsqueda interior" iluminada por "los relámpagos de la intuición" mientras que José Arraño Acevedo escribió que se trata de "una verdadera renovación espiritual" en la forma de encarar la poesía femenina, "que procura liberarse de aquella que la encadena a viejas tradiciones". En 1994 publica Versos de escalera y tres años después llega su consagración con el Premio Pablo Neruda. Desde entonces ha seguido produciendo con su acostumbrada calidad expresiva. Como señala Alejandro Lavquén, la distingue "el manejo de la palabra y su manifestación, expresada en versos justos y precisos, en imágenes de gran belleza e intimidad. Isabel debe ser una de las poetas que mejor desarrolla su ser interior sin ser inalcanzable en la comprensión de sus versos. Sus metáforas son luz y sombra, tal cual lo es la vida cotidiana, y al llevar esto al poema, lo hace siempre manteniendo el nivel poético del lenguaje".
Como antologadora ha compilado El lugar de la memoria (Editorial AYUN, 2007) y Voces de la memoria. Centenario en el bicentenario. Antología de poetas y narradores latinoamericanos en los 100 años del Partido Comunista de Chile (Cuarto Propio 2012).

## Obra

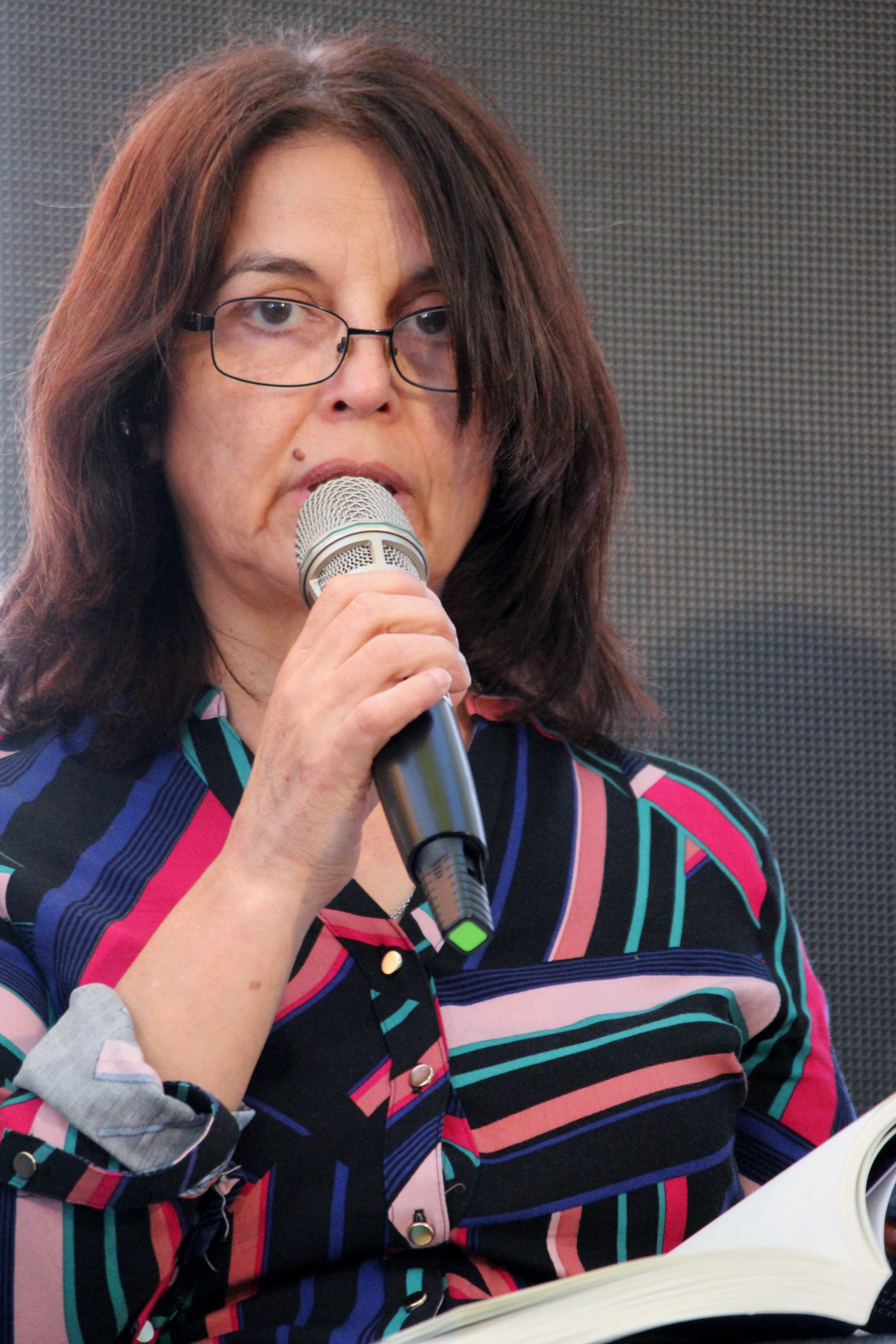
Isabel Gómez en el Festival de Autores de Santiago 2018

- Un crudo paseo por la sonrisa, Ediciones MD, 1986
- Pubisterio, Ediciones Literatura Alternativa, 1990
- Versos de escalera, MD, 1994
- Perfil de muros, con fotos de Javier Pérez, Ediciones Logos, 1998
- Boca pálida, Logos, 2003
- Dasein, Editorial Cuarto Propio, 2006
- Enemiga de mí, Cuarto Propio, 2014